# Урогенитални систем
Код кичмењака су екскреторни органи анатомски и функционално повезани са полним органима па је овај систем органа означен као урогенитални. Веза се састоји у томе што се полни елементи изводе екскреторним одводима.

## Екскреторни органи (органи за излучивање)
Улога ових органа је излучивање азотних продуката размене материја као и регулисања количине течности, соли и других материја у организму. Врло су значајни за одржавање сталног састава крви (хомеостаза).
Код кичмењака се јављају три типа бубрега који се смењују током ембрионалног развића. Код нижих се јављају две генерације бубрега, а код виших кичмењака три генерације:
- пронефрос
- мезонефрос
- метанефрос

### Пронефрос
Овај тип бубрега се јавља код колоуста, ларви риба и ларви водоземаца, док код осталих кичмењака функционише само на ступњу ембриона.
Састоји се од два низа каналића. Ови каналићи на једном крају имају левкасти отвор (нефростом) којим су у вези са целомом, а другим крајем се изливају у заједнички одвод. Веза са крвним системом остварена је тако што се нефростом налази у близини сплета крвних судова (спољашњи гломерул) који належу на зид целома. Сваки низ каналића се улива у сопствени одвод, а затим се та два одвода изливају у задње црево.

### Мезонефрос
Одржава се на одраслом стању код риба и водоземаца.
Код овог типа се губи веза са целомом тако што ишчезава нефростом. На зиду каналића се јавља испупчење у виду двослојног пехара (Боуманова чахура) које обухвата сплет капилара (унутрашњи гломерул). Боуманова чахура и гломерул граде бубрежно телашце. Користе се исти одводни канали као код пронефроса, само што се код мезонефроса они називају Волфови канали .

### Метанефрос
Функционише код гмизаваца, птица и сисара на одраслом ступњу, док се на ступњу ембриона код њих јављају пронефрос и мезонефрос. Међутим, у мушком полу се део мезонефроса задржава као пасеменик.
Каналићи метанефроса састоје се из:
- бубрежног телашца (гломерул обавијен Боумановом чахуром);
- предњи изувијани део;
- Хенлејева петља која се састоји од силазне и узлазне гране;
- задњи изувијани део који се наставља у одводни део.

Одводни делови се изливају у бубрежну карлицу. Бубрег сисара се састоји из коре (спољашњи део) и сржи. У кори леже бубрежна телашца и предњи изувијани део каналића, а у сржи су смештени остали делови каналића.
Од бубрега полазе нови канали – уретери и оба се уливају у мокраћну бешику код сисара, а код гмизаваца и птица у клоаку. Од мокраћне бешике полази одвод – уретра.

## Полни органи
Кичмењаци су одвојених полова изузев неких колоуста и неких риба које су хермафродити.

### Мушки полни систем
Код кичмењака који имају мезонефрос семеник ступа у везу са предњим делом мезонефроса па се полни продукти избацују Волфовим каналом. Овај канал има улогу и семевода и мокровода.
Код виших кичмењака, са метанефросом, од дела мезонефроса се образује пасеменик, а Волфов канал постаје семевод.
Осим полних жлезда (тестиса) и њихових одвода јављају се и извесне допунске жлезде – семене кесице и простатичне жлезде које продукују семену течност.

### Женски полни систем
Постоје посебни изводни канали јајника – јајоводи (Милерови канали). Јајници су, као и тестиси, парне жлезде. Изузетак су птице код којих постоји само један јајник и то леви, док је десни редукован што је последица величине јаја.
Јајовод сисара састоји се из три дела:
1. почетни део (Фалопијева туба) са левкастим отвором који належе на јајник;
2. материца – проширени, средишњи део;
3. вагина – завршни део.

Јајоводи сисара могу на различите начине да срастају – код неких срастају вагине, код других делимично и материце. Код мајмуна и човека су материце потпуно срасле у једну непарну материцу.
Допунске жлезде у женском полу су Бартолинијеве жлезде које луче слузни секрет.